# Sévigny

Sévigny este o comună în departamentul Orne, Franța. În 1 ianuarie 2022 avea o populație de 309 de locuitori.